# 一フッ化チアジル
一フッ化チアジル（いちフッかチアジル英: Thiazyl fluoride）は、化学式NSFで表される無機化合物。常温では刺激性のある無色の気体で、不安定な構造である。三フッ化チアジルとともに、他の窒素-硫黄-フッ素化合物の前駆体として重要である。